# Shepseskaf
Shepseskaf (n. sec. XXVI i.e.n -d. 2499 i.e.n, nume la naștere Shepses-kaf („Ka-ul său este sublim“; numele de domnie este identic)) este al 7-lea faraon al dinastiei a IV-a, fiind probabil fiul lui *Menkaure
Forma grecizată: Seberkherês (Manethon, Fr. 14).
Mama suveranului era cu certitudine o soție secundară a lui Mykerinos. În privința soției există mai multe presupuneri; oricum, Bunefer fiind persoana pe care unii egiptologi o socotesc soția, alții fiica faraonului. Documentele vremii atestă o fiică a lui, Khamaat, soția marelui preot din Memphis, Ptahshepses. 
Se cunosc numele-Horus:„Cel sublim al corporației“ și numele-nebti: „Cel sublim al celor Două Stăpâne“. Lista regală de la Abydos i-a înregistrat numele la al 25-lea cartuș, în schimb în Canonul Regal din Torino fragmentul care-i este atribuit(col. III.15) conține numia anii de domnie:„…, 4 ani“. Manethon(Fr. 14) a precizat că a condus Egiptul timp de 7 ani. Locul lui Shepseskaf între suveranii dinstiilor IV și V este pre-cizat și de o inscripție al unui demnitar(Netjer-nesut-pu) care prezintă și o listă regală: (dinastia a IV-a)*Djedefre*Khafra *Menkaure Shep-seskaf(dinastia a V-a)*Userkaf*Sahure*Neferirkare I.
Din timpul domniei sale datează și primul decret regal(udj-nesu) al Regatului Vechi, descoperit în templul mortuar al lui *Menkaure; docu-mentul este o stelă boltită, foarte fragmentară din care se pot recostitui numai câteva propoziții. Din acestea reiese că Shepseskaf a înzestrat cu ofrande templul mortuar al tatălui său.
A terminat sepultura lui *Menkaure (v. acolo). Interesant de remarcat este faptul că din anumite motive a „rupt“ tradiția cu predecesorii ți urmașii săi. Prin urmare, numele său nu conține nici un element legat de zeul solar Re, și-a ales locul de veci în Saqqara-Sud, iar mormântul său era o mastaba de dimensiuni mari.
Dacă în cazul ultimelor două argumente se pot găsi și alte exlplicații: nu a construit un loc de veci pe platoul de la Gizeh deoarece nu avea unde(?), iar domnia sa scurtă – fie de 4, fie de 7 ani – a contribuit la tipul de mormânt ales de oficiali, în privința elementelor componente ale numelui este clar că au existat tensiuni între suveran și preoții de la Heliopolis al lui Re.
Mastabaua sa este numită de localnici „Mastaba Fara’un“, fiind investigată, în 1858, de către A. Mariette, cel care i-a atribuit construcția lui *Unas. Numai după 1924, prin cercetările intreprinse de către egiptologul G. Jéquier s-a reușit stabilirea numelui adevăratului  „proprietar“, ținând cont de următoarele indicii: descoperirea unei stele fragmentare cu o parte a numelui faraonului Shepseskaf și nu în ultimul rând aș unei stele din epoca Regatului Mijlociu, din textul căruia reiese că la acea dată cultul mortuar al lui Shepseskaf era încă în vogă. Mastabaua are următoarele elemente componente: beneficia de un drum de acces, de un templu mortuar, iar în interiorul mormintului de camere de depozitare, de anticameră ți cameră mortuară. S-a descoperit și un sarcofag fragmentar al faraonului. Rămâne de văzut dacă într-adevăr Shepseskaf ar vrut ulterior să transforme monumentul într-o „piramidă standard“ – așa cum susține egiptologul M. Verner -, dar domnia scurtă l-ar fi împiedicat. 
Probabil nu Shepseskaf a fost ultimul faraon al dinadstiei a IV-a. Canonul Regal din Torino, înainte de numele lui *Userkaf, mai are un spațiu de unde ar reieși că un alt faraon ar fi domnit„…,2 ani“. Mulți egiptologi consideră că persoana în cauză este Thamphthis, amintit și de către Manethon, care ar trebui identificat cu egipteanul Djedefptah.